# Carlos Espinosa de los Monteros y Sagaseta de Ilurdoz
Carlos Espinosa de los Monteros y Sagaseta de Ilurdoz (Pamplona, 18 aprile 1847 – Madrid, 27 maggio 1928) è stato un militare e diplomatico spagnolo, nonché 1º marchese di Valtierra.